# KSnapshot
KSnapshot è una utility usata per catturare immagini dello schermo (screenshot) nel Desktop Environment KDE, creata da Richard Moore, Matthias Ettrich e Aaron Seigo utilizzando C++ e il toolkit Qt.
KSnapshot permette all'utente di utilizzare scorciatoie da tastiera per catturare l'intero schermo, una porzione selezionata, una finestra o una parte di una finestra. L'utente ha poi la possibilità di salvare lo screenshot in numerosi formati, copiarlo negli appunti o aprirlo con qualsiasi programma associato ai file di immagine.
L'applicazione analoga su GNOME è GNOME Screenshot.